# Адениджи Адель
Сэр Адениджи Адель (англ. Adeniji Adele; 13 ноября 1893 — 12 июля 1964) — Оба (король) Лагоса с 1 октября 1949 по 12 июля 1964 года.

## Ранняя жизнь
Адель родился в Лагосе в 1893 году у Бураймо Адель и Мориамо Лалугби, назван в честь деда — короля Аделя Ажосуна. Он учился в начальной школе Святой Троицы в Эбутте-Эро, а затем в гимназии CMS в Лагосе. Во время получения среднего образования поступил на службу в качестве стажёра-сюрвейера в британское колониальное правительство, после завершения обучения он был отправлен в Кано в качестве инспектора, затем служил землемером в Камерунских экспедиционных силах во время Первой мировой войны. Позже Адель работал в казначействе и к 1937 году стал главным секретарём.

## Правление
После смерти Фалолу Досунму Адениджи Адель был избран королём, и 1 октября 1949 с согласия британцев тот был провозглашён Обой Лагоса. На тот момент король был сторонником нигерийского молодёжного движения, членом культурной организации «Эгба Омо Одудува» во главе с Обафеми Аволово. Был членом Нигерийской национально-демократической партии Герберта Маколея, ранее приведшей к трону Досунму. Партия выступила против избрания Аделя, основываясь на том, что он не является прямым наследником умершего монарха. Когда Маколея на посту главы партии сменил Бенджамин Ннамди Азикиве, идейный противник Адениджи Аделя, были поданы иски против короля. Право Обы Адель на трон было окончательно подтверждено Судебным комитетом Тайного совета Великобритании в 1957 году. За год до этого из рук королевы Адель получил орден Британской империи и титул командора, а в 1962 году он был посвящён в рыцари-бакалавры.

## Смерть
Адениджи Адель умер 12 июля 1964 года, был похоронен в Ига Идунганран, а его преемником стал Адеинка Ойекан.